# Yurung
Yurung är en gewog i Bhutan.   Den ligger i distriktet Pemagatshel, i den sydöstra delen av landet, 170 kilometer öster om huvudstaden Thimphu.
I omgivningarna runt Yurung växer i huvudsak städsegrön lövskog. Runt Yurung är det ganska tätbefolkat, med 155 invånare per kvadratkilometer.